# Hans Fagius
Hans Fagius (Norrköping, 10 aprile 1951) è un organista classico svedese.

## Biografia
Fagius ha studiato organo con Bengt Berg prima di essere ammesso al Royal College of Music dove ha continuato gli studi con Alf Linder. Dopo essersi diplomato nel 1974 ha proseguito privatamente lo studio dello strumento con Maurice Duruflé a Parigi. Ha poi insegnato in Göteborg e Stoccolma prima di diventare, nel 1989, professore di organo alla Royal Danish Academy of Music. Dal 1998 è membro della Royal Swedish Academy of Music.

## Registrazioni
Fagius ha registrato un grande numero di opere tra cui tutte le composizioni organistiche di J.S. Bach e tutte le composizioni organistiche di Maurice Duruflé.